# Monotheciinae
Monotheciinae Lindau, 1893 è una sottotribù di piante angiosperme della tribù Justicieae (famiglia Acanthaceae).

## Tassonomia
La sottotribù comprende i seguenti generi:
- Ambongia Beniost, 1939 (1 sp.)
- Calycacanthus K.Schum. (2 spp.)
- Champluviera I.Darbysh., T.F.Daniel & Kiel, 2019 (2 spp.)
- Cyclacanthus S. Moore, 1921 (2 spp.)
- Jadunia Lindau, 1913 (2 spp.)
- Marcania J.B. Imlay, 1939 (1 sp.)
- Monothecium Hochst., 1843 (3 spp.)
- Ptyssiglottis T.Anderson, 1860 (38 spp.)